# Arcidiecéze Taranto
Tarantská arcidiecéze (latinsky Archidioecesis Tarentina) je římskokatolická metropolitní diecéze v jižní Itálii, která je součástí Církevní oblasti Apulie. Katedrálním kostelem je dóm sv. Catalda a konkatedrálou chrám Matky Boží v Tarantu. Sufragánními diecézemi arcibiskupství jsou Castellaneta a Oria. Prvním nositelem arcibiskupského titulu byl Joannes (978). Současným (2020) arcibiskupem v Tarantu je Filippo Santoro, jmenovaný papežem Benediktem XVI. v roce 2011.